# Lucas Chiaretti
Lucas Chiaretti est un footballeur brésilien né le 22 septembre 1987 à Belo Horizonte. Il évolue au poste de milieu offensif.

## Biographie
Lucas Chiaretti joue au Brésil, au Japon et en Italie.

## Palmarès
- Champion d'Italie de D3 (Groupe A) en 2016 avec l'AS Cittadella